# Cajuada

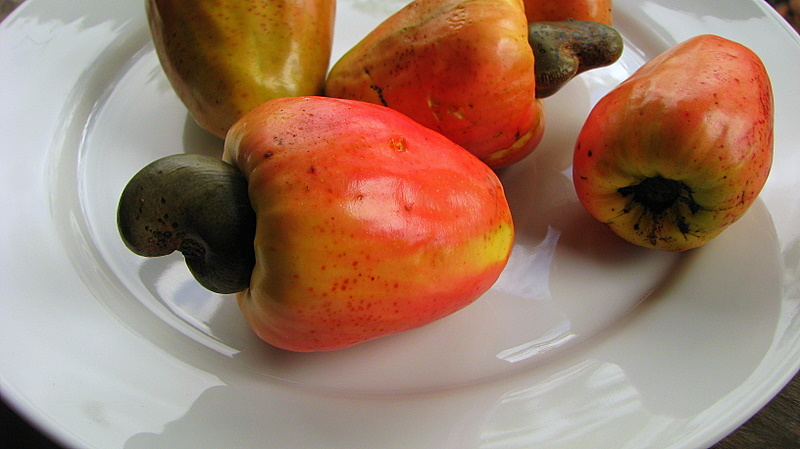
Prato com cajus

Cajuada pode ser o doce ou o refresco feito com polpa de caju.
O doce é feito basicamente com polpa de caju e açúcar com ou sem água pectina e ajustador de pH concentrado até que atinja ponto de corte.